# Suffocation (album)
Suffocation – piąty album studyjny amerykańskiej grupy muzycznej Suffocation. Wydawnictwo ukazało się 19 września 2006 roku nakładem wytwórni muzycznej Relapse Records. Nagrania odbyły się w Full Force Studios. Okładkę wydawnictwa przygotował teksański tatuażysta Jon Zig. Podczas sesji nagraniowej został ponownie zarejestrowany utwór "Prelude to Repulsion", który w oryginalne ukazał się na albumie Breeding the Spawn w 1993 roku.

## Lista utworów
Opracowano na podstawie materiału źródłowego.
1. "Oblivion" – 0:40
2. "Abomination Reborn" – 3:33
3. "Redemption" – 5:24
4. "Bind Torture Kill" – 5:43
5. "Inisconcieved" – 3:35
6. "Translucent Patterns of Delirium" – 3:30
7. "Creed of the Infidel" – 4:23
8. "Regret" – 3:50
9. "Entrails of You" – 4:20
10. "The End of Ends" – 4:13
11. "Prelude to Repulsion" – 4:58
12. "Breeding the Spawn" – 4:38 (bonus JPN)

## Twórcy
Opracowano na podstawie materiału źródłowego.

- Frank Mullen – śpiew
- Terrance Hobbs – gitara
- Guy Marchais – gitara
- Derek Boyer – gitara basowa
- Mike Smith – perkusja
- Jon Zig – okładka, oprawa graficzna
- Orion Landau – oprawa graficzna
- Joe Cincotta – inżynieria dźwięku, miksowanie
- Alan Douches – mastering
- Scott Kinkade – zdjęcia

## Wydania
| Rok  | Nr katalogowy | Nośnik | Wytwórnia       | Region            |
| ---- | ------------- | ------ | --------------- | ----------------- |
| 2006 | RR 6584-2     | CD     | Relapse Records | Stany Zjednoczone |
| 2006 | RR 6584-1     | LP     | Relapse Records | Stany Zjednoczone |